# San Isidro Ocotal
San Isidro Ocotal är en ort i Mexiko.   Den ligger i kommunen San Cristobal De Casas och delstaten Chiapas, i den sydöstra delen av landet, 800 km öster om huvudstaden Mexico City. San Isidro Ocotal ligger 1 914 meter över havet och antalet invånare är 119.
Terrängen runt San Isidro Ocotal är kuperad åt nordost, men åt sydväst är den bergig. Runt San Isidro Ocotal är det ganska tätbefolkat, med 104 invånare per kvadratkilometer. Närmaste större samhälle är San Cristóbal de las Casas, 12,1 km norr om San Isidro Ocotal. I omgivningarna runt San Isidro Ocotal växer huvudsakligen savannskog.